# Estació del Masnou
El Masnou és una estació de ferrocarril propietat d'adif situada a la població del Masnou a la comarca del Maresme. L'estació es troba a la línia Barcelona-Mataró-Maçanet per on circulen trens de les línies de rodalia R1 i RG1 de Rodalies de Catalunya operades per Renfe Operadora.

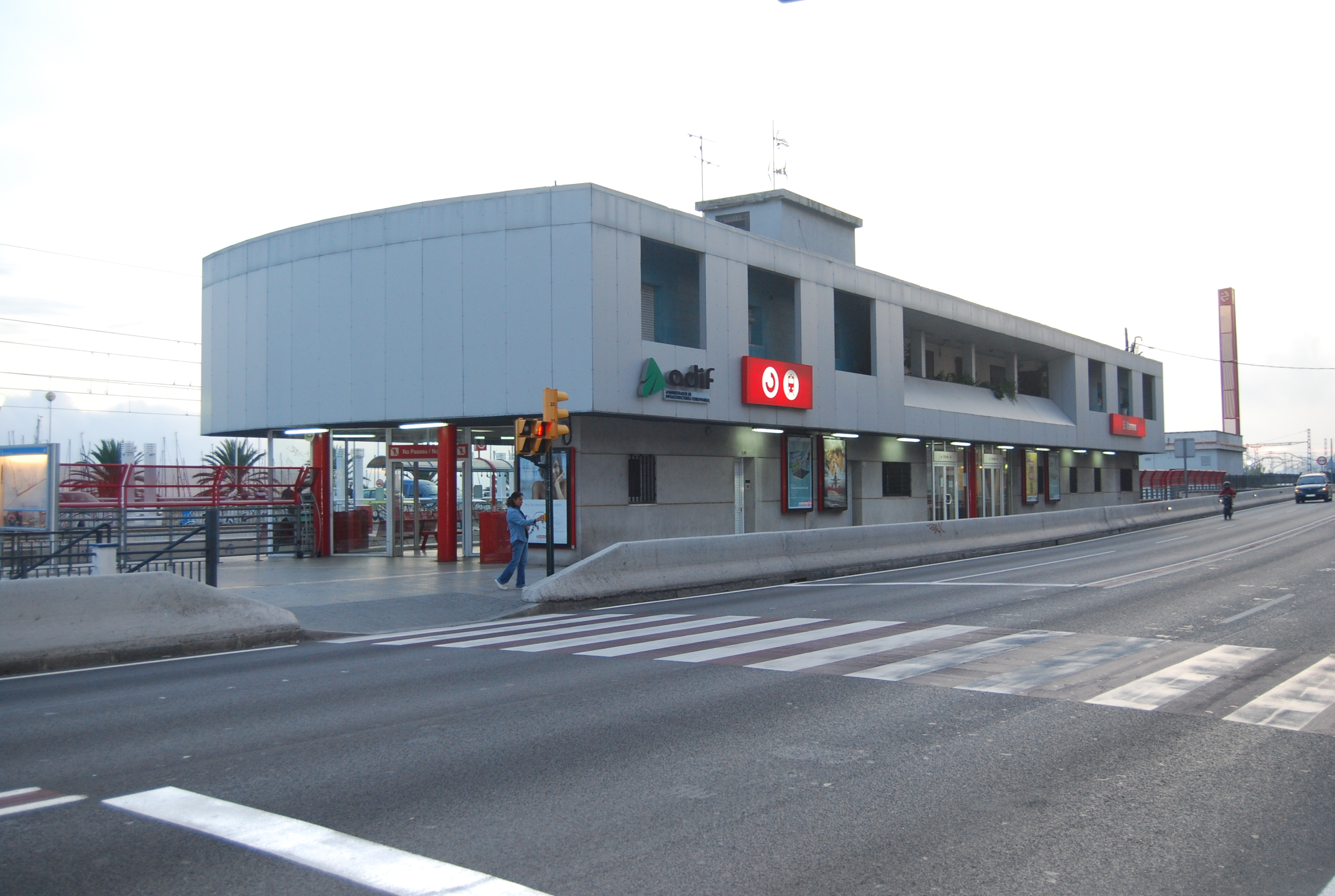
L'edifici de l'estació

Aquesta estació de la línia de Mataró va entrar en servei el 28 d'octubre de 1848, tot i que l'edifici original no es conserva, quan es va obrir el ferrocarril de Barcelona a Mataró, la primera línia de ferrocarril de la península Ibèrica. A Barcelona es va construir la terminal entre la Barceloneta i la Ciutadella, a la vora del Torín a l'inici de la desapareguda avinguda del Cementiri, que posteriorment seria substituïda per l'Estació de les Rodalies. La iniciativa de la construcció del ferrocarril havia estat de Miquel Biada i Bunyol per dur a terme les múltiples relacions comercials que s'establien entre Mataró i Barcelona.
L'any 1967, quan es va eixamplar la carretera N-II, es va enderrocar l'antiga estació i se'n construí una de nova.
L'any 2016 va registrar l'entrada de 947.000 passatgers.

## Serveis ferroviaris
| Procedència/Destinació                  | <            | Línia | >     | Procedència/Destinació                               |
| --------------------------------------- | ------------ | ----- | ----- | ---------------------------------------------------- |
| Rodalia de Barcelona                    |              |       |       |                                                      |
| Molins de Rei L'Hospitalet de Llobregat | Montgat Nord |       | Ocata | Mataró Arenys de Mar Calella Blanes Maçanet-Massanes |
| Rodalia de Girona                       |              |       |       |                                                      |
| L'Hospitalet de Llobregat               | Montgat Nord |       | Ocata | Figueres Portbou                                     |